# 초조본 현양성교론 권3
초조본 현양성교론 권3(初雕本 顯揚聖敎論 卷三)은 서울특별시 종로구, 서울역사박물관에 있는 고려시대의 목판본 불경이다. 2002년 10월 19일 대한민국의 보물 제1356호로 지정되었다.

## 개요
북인도의 무착보살이 저술하고 당나라 승려인 현장이 한역한 『현양성교론』 20권 가운데 제3권 1축이다. 성교(聖敎)를 현양(顯揚)하기 위한 논서(論書)라는 뜻으로 법상종의 가장 중요한 책인 『유가사지론』을 널리 펼치기 위해 저술한 것인데, 모든 존재는 의식에 의하여 생긴 것이고 이 이치를 바로 알고 닦아야 부처가 된다는 의미이다.
이 판본은 해인사 고려대장경 판과 비교할 때, 판식은 동일하나 판수제이고 책의 장수 표시가 ‘장(丈)’으로 되어 있어, 판미제에 책의 장수 표시가 ‘장(張)’으로 되어 있는 해인사본과 차이를 보여 주고 있다.
그리고 책 끝에 있는 간행기록이 초조본에는 없는데 해인사본에는 있다. 또한 초조본에는 누락된 것과 오자도 몇 곳에 보이고 있으며, 한 획이 탈락되어 있는 글자가 보이고 있는데, 해인사 본은 바로 잡아 놓았다.
이 판본은 고려 현종 때 부처님의 힘으로 거란의 침입을 극복하고자 만든 초조대장경 판본 가운데 하나로, 보존 및 인쇄상태가 뛰어나 서지학ㆍ불교사연구에 매우 귀중한 자료로 평가된다.

## 같이 보기
- 현양성교론
- 초조본 현양성교론 권11 : 국보 제243호, 삼성미술관 리움 소장
- 초조본 현양성교론 권12 : 국보 제271호, 국립중앙박물관 소장

## 참고 자료
- 초조본 현양성교론 권3 - 국가유산청 국가유산포털